# Antar Osmani
Pour les articles homonymes, voir Osmani.
Antar Osmani (arabe : عنتر عصماني), né le 22 février 1960 à Sétif est un footballeur international algérien, évoluant au poste de gardien de but.
Il est international de 1989 à 1992. Il est membre de l'équipe nationale qui remporte la Coupe d'Afrique des Nations de 1990 et la Coupe afro-asiatique des nations. Il a gagné la Coupe d'Afrique des clubs champions en 1988 avec l'Entente sportive de Sétif. Il est également membre de l'équipe d'Algérie des moins de 20 ans qui remporte la Coupe d'Afrique des nations junior en 1979. Il compte 20 sélections en équipe nationale entre 1989 et 1992.

## Palmarès

### En club
- Vainqueur de la Coupe d'Afrique des clubs champions en 1988 avec l'ES Sétif.
- Vainqueur de la Coupe afro-asiatique des clubs de football en 1989 avec l'ES Sétif..

### En Sélection
- Vainqueur de la Coupe d'Afrique des Nations de 1990.
- Vainqueur de la Coupe afro-asiatique des nations en 1991.
- Vainqueur de a Coupe d'Afrique des nations junior en 1979.

## Distinction personnelle
- Membre de l'équipe type de la Coupe d'Afrique des nations : 1990.
- Honoré par la ville et le club de Sétif.
- 20 sélections en équipe nationale entre 1989 et 1992.
- Participation de la Coupe du monde de football des moins de 20 ans en 1979 au Japon.
- Participation à 2 Coupes d'Afrique des Nations (1990, 1992).
- Participation à 2 Coupes d'Afrique des Nations Juniors (U20) (1978, 1979).

### Matchs internationaux
| Date       | Lieu          | Compétition | Pays          | Score | Pays          | Marqué |
| 20-1-1989  | Côte d'Ivoire | Q.C.M 1990  | Côte d'Ivoire | 0 - 0 | Algérie       |        |
| 10-2-1989  | Malte         | Malte1989   | Malte         | 0 - 1 | Algérie       |        |
| 25-6-1989  | Zimbabwe      | Q.C.M 1990  | Zimbabwe      | 1 - 2 | Algérie       |        |
| 25-8-1989  | Annaba        | Q.C.M 1990  | Algérie       | 1 - 0 | Côte d'Ivoire |        |
| 17-11-1989 | Egypte        | Q.C.M 1990  | Egypte        | 1 - 0 | Algérie       |        |
| 25-1-1990  | Mostaganem    | Amical      | Algérie       | 0 - 0 | Montpellier   |        |
| 4-2-1990   | Alger         | Amical      | Algérie       | 0 - 0 | Roumanie      |        |
| 2-3-1990   | Alger         | CAN 1990    | Algérie       | 5 - 1 | Nigeria       |        |
| 5-3-1990   | Alger         | CAN 1990    | Algérie       | 3 - 0 | Côte d'Ivoire |        |
| 12-3-1990  | Alger         | CAN 1990    | Algérie       | 2 - 1 | Sénégal       |        |
| 16-3-1990  | Alger         | CAN 1990    | Algérie       | 1 - 0 | Nigeria       |        |
| 11-12-1990 | Alger         | Amical      | Algérie       | 0 - 0 | Angleterre B  |        |
| 17-12-1990 | Constantine   | Amical      | Algérie       | 1 - 0 | Sénégal       |        |
| 21-1-1991  | Sénégal       | Dakar1991   | Algérie       | 0 - 0 | Cameroun      |        |
| 22-1-1991  | Sénégal       | Dakar1991   | Sénégal       | 2 - 2 | Algérie       |        |
| 7-4-1991   | Tunisie       | Amical      | Tunisie       | 0 - 0 | Algérie       |        |
| 27-9-1991  | Iran          | C.A.A 1991  | Iran          | 2 - 1 | Algérie       |        |
| 13-10-1991 | Alger         | C.A.A 1991  | Algérie       | 1 - 0 | Iran          |        |
| 16-12-1991 | Alger         | Amical      | Algérie       | 3 - 1 | Sénégal       |        |
| 26-12-1991 | Maroc         | Amical      | Maroc         | 1 - 1 | Algérie       |        |
| 13-1-1992  | Sénégal       | CAN 1992    | Algérie       | 0 - 3 | Côte d'Ivoire |        |